# دویل، شهرستان لاسن، کالیفرنیا
دویل (به انگلیسی: Doyle) یک منطقهٔ مسکونی در ایالات متحده آمریکا است که در شهرستان لاسن، کالیفرنیا واقع شده‌است. دویل ۱۵٫۸۱۹ کیلومتر مربع مساحت و ۶۷۸ نفر جمعیت دارد و ۱٬۳۰۳ متر بالاتر از سطح دریا واقع شده‌است.